# Teoria delle laringali
La teoria delle laringali (o laringalista) è una teoria oggi generalmente accolta della linguistica storica, che ipotizza l'esistenza di suoni consonantici di tipo laringale (da uno a tre e anche più, secondo gli autori), nel sistema fonologico ricostruibile per l'indoeuropeo. Questi suoni sono completamente scomparsi in tutte le lingue indoeuropee attestate, e sono stati individuati solo nelle lingue anatoliche, in particolare nella lingua ittita.
Le prove della loro esistenza sono molto indirette, ma l'esistenza di laringali permette di rendere conto di numerosi fenomeni all'interno del sistema vocalico delle lingue indoeuropee. La storia del laringalismo si interseca con quella dello scevà, un suono vocalico ricostruito per l'indoeuropeo, di cui la laringale costituirebbe il grado zero.
Quante laringali si debbano postulare e quali fossero con precisione i valori fonetici da attribuire alle laringali indeuropee rimangono tuttora questioni controverse.

## Scoperta
Le origini della teoria furono proposte da Ferdinand de Saussure nel 1879, in un articolo che si occupava soprattutto di un'altra questione (dimostrare che *a ed *o erano fonemi separati in indeuropeo). Più che di "laringali", comunque, Saussure parlò di "coefficienti sonantici": delle entità "astratte" che permettevano di interpretare in modo molto regolare e sistematico la natura delle radici indeuropee. Alle osservazioni di Saussure, comunque, non fu dato grande rilievo fino alla scoperta ed alla decifrazione dell'ittita agli inizi del XX secolo.
L'ittita, scritto con simboli presi dal sillabario accadico, possedeva uno o più suoni trascritti convenzionalmente ḫ, come in te-iḫ-ḫi "io metto". Varie proposte più o meno insoddisfacenti furono fatte per stabilire delle corrispondenze tra questo suono (o questi suoni) ed il sistema consonantico indeuropeo sino ad allora ricostruito. Fu Jerzy Kuryłowicz che rilevò (Études indoeuropéennes I, 1935) come questi suoni venissero a corrispondere ai "coefficienti sonantici" ipotizzati da Saussure. Da allora la teoria delle laringali (in diverse versioni) è stata accolta da moltissimi indoeuropeisti.
L'identificazione tardiva scoperta di questi suoni da parte degli indoeuropeisti è dovuta soprattutto al fatto che, tra tutte le lingue indeuropee, solo in ittita e in altre lingue anatoliche tali suoni sono attestati direttamente e regolarmente come suoni consonantici. Nelle altre lingue la loro presenza viene rilevata principalmente sulla base degli effetti che hanno sui suoni vicini e sugli schemi di alternanza a cui partecipano; quando una laringale è attestata direttamente, lo è di solito sotto forma di vocale (come negli esempi in greco che seguono).
La maggior parte degli indoeuropeisti ammette, in modo più o meno esteso, la ricostruzione di suoni laringali, perché la loro esistenza permette di spiegare in modo più semplice alcuni mutamenti fonetici ed alcuni schemi apofonici presenti nelle lingue indeuropee, che altrimenti sarebbero difficili da spiegare. Inoltre essa risolve alcuni misteri minori, come il perché le radici verbali contenenti solo una consonante più una vocale (*CV-) abbiano solo vocali lunghe es. *dō- "dare": ricostruendo *deh₃-  non solo si rende conto degli schemi di alternanza in un modo più economico di prima, ma si riallinea la radice con il tipo base consonante - vocale - consonante dell'indoeuropeo (*CVC-).
Esistono molte versioni della teoria laringalista. Alcuni studiosi, come Oswald Szemerényi, ricostruiscono una sola laringale. Alcuni, sulle orme di Jaan Puhvel (nel suo contributo a Evidence for Laryngeals, ed. Werner Winter), ne ricostruiscono otto o più. La maggior parte degli studiosi lavora con tre laringali di base:
- *h₁, la laringale "neutra"
- *h₂, la laringale "di colorazione a"
- *h₃, la laringale "di colorazione o"

Molti studiosi, comunque, insistono su o ammettono l'esistenza di una quarta consonante, *h₄, che differirebbe da *h₂ solo perché non sarebbe retroflessa come la ḫ dell'anatolico. Dunque, eccetto quando si discute l'evidenza ittita, la teorica esistenza di una *h₄ è di poco conto. Un'altra teoria simile, ma molto meno generalmente accettata, è quella di Winfred P. Lehmann, sulla base di riflessi inesistenti in lingua ittita, secondo cui *h₁ era realmente due suoni separati. (Assunse che uno fosse un colpo di glottide e l'altro una fricativa glottidale.)
Alcune dirette evidenze per le consonanti laringali dall'anatolico:
Il PIE *a è un suono raro ed in uno stranamente largo numero di buone etimologie è iniziale. Perciò il PIE (tradizionale) *anti "di fronte e contro" > greco antí "contro"; latino ante "di fronte a, prima";  (sanscrito ánti "vicino; alla presenza di"). Ma in ittita c'è un sostantivo ḫants "fronte, faccia" con varie derivazioni (ḫantezzi "primo" e così via) che indica una radice PIE di un sostantivo *h₂ent- "faccia" (di cui *h₂enti sarebbe il locativo singolare). (Non ne consegue necessariamente che tutte le forme ricostruite con un'iniziale *a debbano automaticamente essere riscritte con *h₂e.)
Similmente la ricostruzione PIE tradizionale per 'pecora' è *owi- (una radice in y, non una radice i) da dove sct ávi-, latino ovis, greco óïs. Ma, ora, il luvio presenta ḫawi-, indicando invece una ricostruzione *h₃ewi-.
Ma se le laringali come consonanti furono individuate per la prima volta nell'ittita solo nel 1935, su cosa si basavano le congetture che Saussure fece circa 55 anni prima?
Queste congetture venivano fuori da una rianalisi di come schemi di alterazione vocalica nelle radici proto-indoeuropee di struttura differente si allineavano gli uni con altri.
Una caratteristica della struttura dei morfemi del proto-indoeuropeo era un sistema di alternanze vocaliche denominato dai primi studiosi tedeschi Ablaut (apofonia, propriamente "alternanza di suoni"). Vari e diversi schemi del genere sono stati distinti, ma il più comune, con un ampio margine, è l'alternanza e/o/zero trovata nella maggioranza delle radici, in molte radici di verbi e sostantivi ed anche in taluni affissi (l'uscita del genitivo singolare, per esempio, è attestata come *-es, *-os, and *-s). I differenti stati sono chiamati gradi apofonici, il grado e ed il grado o sono considerati "gradi pieni" e la totale assenza di vocale è detta "grado zero".
Perciò la radice *sed- "sedersi" (le radici sono di solito citate al grado e, se ne hanno uno) ha tre forme differenti: *sed-, *sod- e *sd-. Questo tipo di schema si ricostruisce attraverso l'inventario della radice PIE ed è trasparente:
- *sed-: in latino sedeō "(mi) siedo" antico inglese  sittan "seder(si)" < *set-ja- (con umlaut germanico) < *sed-; greco hédrā "posto a sedere, sedia" < *sed-.
- *sod-: in latino solium "trono" (la l latina rimpiazza sporadicamente la d intervocalica, i grammatici romani dicevano che fosse un tratto sabino) = antico irlandese suideⁿ /suð'e/ "una seduta" (tutti regolarmente ricondotto alla radice PIE *sod-yo-m); gotico satjan = antico inglese settan "collocare" (causativo) < *sat-ja- (ancora l'ablaut) < PIE *sod-eye-. PIE *se-sod-e "sedetti" (perfetto) > sanscrito sa-sād-a tramite la legge di Brugmann.
- *sd-: nei composti, come *ni- "giù" + *sd- = *nisdos "nido": inglese nest < proto-germanico *nistaz, latino nīdus < *nizdos (tutti sviluppi regolari). La terza persona plurale del perfetto sarebbe stata *se-sd-ṛ da cui l'indoiraniano *sazdṛ che dà (attraverso un regolare sviluppo) il sanscrito sedur /sēdur/.

Ora, in aggiunta alle radici comuni aventi struttura consonante + vocale + consonante ci sono anche radici ben attestate come *dʰē- "porre, posizionare". Queste radici terminano con una vocale lunga nelle categorie in cui radici come *sed- presentano gradi pieni e in quelle forme dove ci si aspetterebbe un grado zero, prima di un affisso che comincia con una consonante, ci imbattiamo in una vocale breve, ricostruita come *ə, o scevà (più formalmente, scevà primum indogermanicum). Le corrispondenze di queste vocali nella comparazione linguistica sono differenti da quelle che si hanno dalle altre cinque vocali brevi. (Prima di un affisso che comincia con una consonante, non c'è traccia di alcuna vocale nella radice, come mostrato sotto.)
Qualunque fosse il fenomeno che portava una vocale breve in radici come *sed-/*sod-/*sd- a scomparire completamente, era ragionevole concludere che una vocale lunga nelle stesse condizioni non sarebbe completamente scomparsa, ma avrebbe lasciato una specie di residuo. Questo residuo si riflette come i in ario mentre cade in iraniano; si risolve variamente in e, a, o in greco; nelle altre lingue cade assieme ai riflessi del PIE *a (sempre tenendo a mente che le vocali brevi in sillabe non iniziali subiscono destini diversi in italico, celtico e germanico):
- *dō- "dare": latino dōnum "dono" = antico irlandese dán /dāṅ/ e sanscrito dâna- (â = ā con accento tonico); greco dí-dō-mi (presente con duplicazione) "io do" = sanscrito dádāmi. Ma nei participî abbiamo: greco dotós "dato" = sanscrito ditá, latino datus tutti < *də-tó-.
- *stā- "stare": greco hístēmi (presente con duplicazione, regolare sviluppo da *si-stā), sanscrito a-sthā-t aoristo "stavo", latino testāmentum "testimonianza" < *ter-stā- < *tri-stā- ("i terzi" o simili). Ma abbiamo il sanscrito sthitá-"stato", il greco stasís "il rimanere, lo stare", il supino latino statum "stato".

L'esperienza convenzionale allinea i tipi di radice come *sed- e *dō- come segue:
| Gradi pieni | Gradi deboli |             |
| ----------- | ------------ | ----------- |
| sed-, sod-  | sd-          | "seder(si)" |
| dō-         | də-, d-      | "dare"      |

Ma ci sono altri schemi di radici "normali",  come quelle cher terminano con una delle sei sonanti (*y w r l m n), una classe di suoni la cui peculiarità nel proto-indoeuropeo è che sono sillabici (vocalici in effetti) e consonantici in dipendenza dei suoni loro adiacenti:
Radice *bher-/bhor-/bhṛ- ~ bhr- "portare"
- *bher-: in latino ferō = greco phérō, avestico barā, sanscrito bharāmi, antico irlandese biur, norreno ber, antico inglese bera tutti "io porto"; latino ferculum "catafalco, lettiera" < *bher-tlo- "mezzo per il trasporto".
- *bhor-: in gotico e scandinavo barn "bambino" (= dialetto inglese bairn), greco phoréō "io porto [dei vestiti]" (voce frequentativa *"portare con sé"); sanscrito bhâra- "carico" (*bhor-o- per la legge di Brugmann).
- *bhṛ- davanti a consonante: sanscrito bhṛ-tí- "un trasporto"; gotico gabaurþs /gaborθs/, antico inglese gebyrd /jebyrd/, alto tedesco antico geburt tutti "nascita" < *gaburdi- < *bhṛ-tí-
- *bhr- davanti a vocale: vedico  bibhrati 3pl. "essi portano" < *bhi-bhr-ṇti; greco di-phrós "cocchio abbastanza grande per due uomini" < *dwi-bhr-o-.

L'intuizione di Saussure fu di allineare radici con vocale lunga come *dō-, *stā- con radici come *bher- piuttosto che con radici del tipo di *sed-. Cioè trattare lo scevà non come un residuo di una vocale lunga ma, come la *r di *bher-/*bhor-/*bhṛ-, come un elemento che era presente nella radice in tutti i gradi, ma che nella forma di grado pieno era in coalizione con un'ordinaria vocale e/o della radice producendo una vocale lunga, "colorando" (cambiando il valore fonetico) il grado e; l'elemento misterioso era rintracciabile così com'era solo nella forma di grado zero:
| Grado pieno  | Grado zero  |           |
| ------------ | ----------- | --------- |
| bher-, bhor- | bhṛ- / bhr- | "portare" |
| deX, doX-    | dẊ- / dX-   | "dare"    |

  (Ẋ = forma sillabica dell'elemento misterioso)
Saussure trattò solo due di questi elementi, corrispondenti ai nostri *h₂ e *h₃. In seguito si notò che il potere esplicativo della teoria, così come la sua eleganza, aumentava se veniva aggiunto un terzo elemento, il nostro *h₁, che ha le stesse proprietà di allungamento ed essere sillabico degli altri due, ma non aveva l'effetto di colorazione delle vocali adiacenti. Saussure non offrì indicazioni sulla natura fonetica di questi elementi; la sua espressione per indicarli, "coéfficiants sonantiques", era comunque generalmente usata per approssimanti, nasali e liquide (es. le sonanti PIE) come in radici quali *bher-.
Come menzionato sopra, in forme quali *dwi-bhr-o- (etimo del greco diphrós, visto sopra), i nuovi "coéfficiants sonantiques" (diversamente dalle sei sonanti) non hanno alcun riflesso nelle lingue figlie. Perciò il composto *mṇs-dheH- "'riparare il pensiero', essere devoto, essere rapito" forma un sostantivo *mṇs-dhH-o- visto in proto-indoiraniano *mazdha- da cui sanscrito medhá- /mēdha/ "rito sacrificale, santità" (rigolare sviluppo come in sedur < *sazdur, visto sopra), avestico mazda- "nome (in origine un epiteto) della più grande divinità".
C'è un altro tipo di radice aproblematica, in cui le occlusive affiancano una sonante. Al grado zero, diversamente dal caso con radici del tipo di *bher, la sonante è quindi sempre sillabica (essendo sempre tra due consonanti). Un esempio sarebbe *bhendh- "legare, saldare":
- *bhendh-: nelle forme germaniche come l'inglese antico bindan "legare, saldare", gotico bindan; lituano beñdras "compagno", greco peĩsma "fune, cavo" /pēsma/ < *phenth-sma < *bhendh-smṇ.
- *bhondh-: in sanscrito bandhá- "legame, fissaggio" (*bhondh-o-; Legge di Grassmann) = antico islandese bant, ingl. ant. bænd, gotico band "egli legava" < *(bhe)bhondh-e.
- *bhṇdh-: in sanscrito baddhá- < *bhṇdh-tó- (Legge di Bartholomae), ingl. ant. gebunden, gotico bundan; tedesco Bund "lega". (L'inglese bind e bound mostra gli effetti del secondario allungamento vocalico (inglese medio); la lunghezza originale è preservata in bundle.)

Radici simili rientrano perfettamente nei canoni complessivi. Meno di frequente ci sono alcune radici che sembrano comportarsi a volte come *bher ed altre diversamente da ogni altra, con (per esempio) lunghi sillabici al grado zero mentre a volte mostrano una struttura radicale con due vocali. Queste radici sono variamente chiamate "basi pesanti", "radici dis(s)illabiche" e "radici seṭ" (quest'ultimo è un termine preso dalla grammatica di Pāṇini. Sarà spiegato più avanti).
Per esempio, la radice "nascere, sorgere" è data nei dizionari etimologici come segue:
- (A) *ǵen-, *ǵon-, *ǵṇn-
- (B) *ǵenə-, *ǵonə-, *ǵṆ- (dove Ṇ = una lunga n sillabica)

Le forme (A) si riscontrano quando la radice è seguita da un affisso che inizia per vocale; la forma (B) quando l'affisso comincia con una consonante. Come già detto, le forme (A) di grado pieno assomigliano al tipo di *bher, ma il grado zero ha sempre e solo riflessi di sonanti sillabiche, proprio come il tipo di *bhendh; e diversamente da ogni altro tipo, c'è una seconda vocale radicale (sempre e solo *ə) che segue la seconda consonante:
*ǵen(ə)-
- (A) PIE *ǵenos- neut radice in s "razza, clan" > greco (omerico)  génos, -eos, sanscrito jánas-, avestico zanō, latino  genus, -eris.
- (B) Greco gené-tēs "genitore, padre"; géne-sis < *ǵenə-ti- "origine"; sanscrito jáni-man- "nascita, casata", jáni-tar- "progenitore, padre", latino genitus "generato" < genatos.

*ǵon(e)-
- (A) sanscrito janayati "procreare" = inglese antico cennan /kennan/ < *ǵon-eye- (causativo); sanscrito jána- "razza" (grado o radice in o) = greco gónos, -ou "progenie".
- (B) sanscrito jajāna 3sg. "nacque" < *ǵe-ǵon-e.

*ǵṇn-/*ǵṆ-
- (A) gotico kuni "clan, famiglia" = inglese antico cynn /künn/, inglese kin; rigvedico jajanúr 3pl.perfetto < *ǵe-ǵṇn- (un relitto; la forma regolare sanscrita nei paradigmi come questo è jajñur, un rimodellamento).
- (B) sanscrito jātá- "nato" = latino nātus (latino arcaico gnātus e cfr. forme come cognātus "imparentato per nascita", greco kasí-gnētos "fratello"); greco gnḗsios "appartenente alla razza". (Si può dimostrare che la ē in queste forme greche è originale, non uno sviluppo attico-ionico del protogreco *ā.)

A proposito del termine "seṭ". Il termine pāṇiniano "seṭ" (cioè, sa-i-ṭ) significa letteralmente "con una /i/". Ciò si riferisce al fatto che le radici così designate, come jan- "nascere", hanno una /i/ tra la radice ed il suffisso, come abbiamo visto nel sanscrito jánitar-, jániman-, janitva (un gerundio). Si confrontino tali formazioni con costruite a partire da radici "aniṭ" ("senza una /i/"), come han- "uccidere": hántar- "assassino", hanman- "un assassinio", hantva (gerundio). Nell'analisi di Pāṇini, questa /i/ è una vocale di collegamento, non propriamente una parte della radice o del suffisso. È solo che alcune radici sono in effetti nella lista di quelle che (come lo tradurremmo) "prendono una -i-".
Ma gli storici hanno questo vantaggio: le peculiarità dell'alternanza, la "presenza di /i/" e il fatto che la sola vocale ammessa al secondo posto in una radice sia *ə sono tutti spiegati una che volta che si capisca che *ǵenə- e parole simili sono propriamente *ǵenH-. Cioè gli schemi dell'alternanza, dal punto di vista dell'indoeuropeo, erano semplicemente quelli di bhendh-, con il dettaglio aggiuntivo che *H, diversamente dalle ostruenti (occlusive e *s) sarebbe diventato una sillaba tra due consonanti, da qui la forma *ǵenə- nelle formazioni di tipo (B) viste sopra.
Gli sconvolgenti riflessi di queste radici al grado zero prima di una consonante (in questo caso, sanscrito ā, greco nē, latino nā,  lituano ìn) è spiegato dall'allungamento della sonorante sillabica (in origine perfettamente normale) prima della perduta laringale, mentre la stessa laringale protegge lo stato di sillabica della sonorante precedente anche prima di un affisso che comincia per vocale: la forma del vedico arcaico jajanur citata sopra è strutturalmente abbastanza simile (*ǵe-ǵṇh₁-ṛ) a forme come *da-dṛś-ur "essi videro" < *de-dṛḱ-ṛ.
Per inciso, riformulare la radice come *ǵenH, ha un'altra conseguenza. Parecchie forme del sanscrito citate sopra vengono da quelle che sembrano essere vocali di radice al grado o in sillabe aperte, ma non si allungano in ā per la legge di Brugmann. Tutto diventa chiaro quando si comprende che in forme come *ǵonH prima di una vocale, la *o non è in una sillaba aperta a conti fatti. E questo significa che una forma come jajāna "nacqui", che apparentemente mostra l'azione della legge di Brugmann, è in realtà una falsa testimonianza: nel perfetto del sanscrito, l'intera classe di radici seṭ prende la forma delle voci aniṭ della 3ª persona singolare. (Vedi legge di Brugmann per ulteriori discussioni.)
Ci sono anche radici che terminano in occlusiva seguita da una laringale, come *pleth₂-/*pḷth₂- "sparso, appiattito", da cui il sanscrito pṛthú- "ampio" maschile (= avestico pərəθu-), pṛthivī- femminile, greco platús (grado zero); sanscrito prathimán- "ampiezza" (grado pieno), greco platamṓn "pietra piatta". La laringale spiega (a) il cambiamento di *t in *th nel Proto-Indoiranico,  (b) la corrispondenza tra greco -a-, sanscrito -i- e l'assenza di vocale in avestico (Avestico pərəθwī "ampio" femminile in due sillabe rispetto al sanscrito pṛthivī- in tre).
Si deve usare cautela particolarmente nell'interpretazione dei dati che vengono forniti dall'indiano. Il sanscrito rimase in uso come lingua poetica, scientifica e classica per molti secoli e la moltitudine di schemi di alternanza ereditati il cui motivo è oscuro (come la divisione in radici seṭ ed aniṭ) ha fornito modelli per il conio di nuove forme sulla base di schemi "sbagliati". Ci sono molte forme come tṛṣita- "assetato" e tániman- "snellezza", cioè formazioni seṭ su radici inequivocabilmente aniṭ; e al contrario forme aniṭ come píparti "egli riempie", pṛta- "riempito", su radici sicuramente seṭ (cfr. il "vero" participio passato, pūrṇá-). Il sanscrito preserva gli effetti della fonologia laringale con meravigliosa chiarezza, ma dal punto di vista della linguistica storica bisogna essere critici: perché anche nel vedico l'evidenza deve essere vagliata con attenzione con la dovuta considerazione dell'antichità delle forme e della generale consistenza dei dati. (Non è d'aiuto il fatto che il Proto-Indoeuropeo stesso avesse radici che variavano alquanto nella loro natura, come *ǵhew- e *ǵhewd-, entrambi "versare" e alcune di queste "estensioni di radice", come vengono chiamate, sono, sfortunatamente, laringali.)
Laringali mobili possono essere trovate in forme isolate o apparentemente isolate; qui i triplici riflessi nel greco di *h₁, *h₂, *h₃ sillabici sono particolarmente utili, come si può vedere sotto:
- *ḥ₁ nel greco ánemos "vento" (cfr. latino animus "respiro, spirito; mente", vedico aniti "egli respira") < *anə- "respirare; soffiare" (ora *h₂enh₁-). Forse anche il greco híeros "potente, sovraumano; divino; santo", cfr. sanscrito iṣirá- "vigoroso, energico".
- *ḥ₂ nel greco patḗr "padre" = sanscrito pitár-, inglese antico fæder, gotico fadar, latino pater. Anche *meǵḥ₂ "grande" neutro > greco méga, sanscrito máha.
- *ḥ₃ nel greco árotron "aratro" = gallese aradr, norreno arðr, lituano árklas.

Commenti:
Le forme greche ánemos ed árotron sono particolarmente valutabili perché le radici verbali in questione non esistono in greco come verbi (si sono estinte). Ciò significa che non c'è la possibilità di una specie di interferenza analogica, come per esempio è successo nel caso del latino  arātrum "aratro", la cui forma è stata distorta sulla base del verbo arāre "arare" (l'esatto parente in greco sarebbe stato *aretrum). Era in uso etichettare le vocali della radice delle parole greche thetós, statós, dotós "messo, stato, dato" come analogiche. Molti studiosi oggigiorno probabilmente le considererebbero come originarie, ma nel caso di "vento" ed "aratro" non può venirne fuori una disputa.
Per quanto concerne il greco híeros, l'affisso pseudo-participiale *-ro- è aggiunto direttamente alla radice del verbo, quindi *isḥ₁-ro- > *isero- > *ihero- > híeros (con un regolare arretramento dell'aspirazione in principio di parola) e il sanscrito iṣirá-.  Sembra che non ci sia dubbio sull'esistenza di una radice *eysH- "muoversi/muovere vigorosamente". Se questa cominciasse con una laringale, e molti studiosi sarebbero d'accordo al riguardo, dovrebbe essere *h₁- specificatamente e questo è il problema. Una radice con la forma *h₁eysh₁- non è possibile. L'Indoeuropeo non aveva radici del tipo *mem-, *tet-, *dhredh-, con due copie della stessa consonante. Ma il greco attesta un primitivo (e di attestazione piuttosto ampia) híaros con lo stesso significato. Se ricostruiamo *h₁eysh₂-, tutti i nostri problemi sono risolti in una mossa. La spiegazione per la questione di híeros/híaros è stata discussa a lungo, senza molti risultati; la teoria laringale oggi fornisce l'opportunità di una spiegazione che non esisteva prima, cioè metatesi delle due laringali. È ancora solo una supposizione, ma è molto più semplice ed elegante rispetto alle precedenti.
La *ḥ₂ sillabica in *pḥ₂ter- "padre" non è realmente isolata. L'evidenza dimostra che gli affissi di parentela visti in "madre, padre" ecc. fosse *-h₂ter-. La laringale diventava sillabica dopo una consonante (perciò il greco patḗr, latino pater, sanscrito pitár-; greco thugátēr, sanscrito duhitár-  "figlia") ma allungava la vocale precedente (perciò troviamo i latini māter "madre" e frāter "fratello") — anche quando la "vocale" in questione era una sonorante sillabica, come nel sanscrito yātaras "mogli" < *yṆt- < *yṇ-h₂ter-).

## Evidenza dall'uralico
Un'ulteriore evidenza delle laringali è stata trovata nelle lingue uraliche (ugro-finnico). Mentre non ci sono prove che il proto-uralico ed il PIE siano stati imparentati, alcune parole ricostruite nei 'proto-dialetti' dell'uralico (come proto-ugrofinnico, proto-finnopermico ecc.) sono state identificate come probabili prestiti dai primissimi dialetti indoeuropei (cfr. finnico nimi e inglese name, latino nōmen, greco ónoma, ecc.; e porsas "maiale" con l'elemento PIE *porḱ- che dà il latino porcus "maiale", l'inglese antico fearh (> ing. farrow "giovane maiale"), lituano par̃šas). Ma è difficile datare questi prestiti e si sa bene che il finnico li ha presi in massima parte dal germanico e dal baltico (e la forma di porsas si rifarebbe ad una fonte specificatamente satem della parola e anche relativamente recente dato che nei prestiti antichi la *š del baltico si riflette in finnico come h).
Il lavoro di ricerca, in particolare quello fatto dallo studioso J. Koivulehto, ha identificato un certo numero di aggiunte alla lista dei prestiti finnici da fonti indoeuropee o da fonti interessanti per l'apparente correlazione delle laringali PIE con un'occlusiva velare (o i suoi riflessi) nelle forme finniche. Se così, questo punterebbe ad una remota antichità dei prestiti, dato che nessuna lingua indoeuropea attestata presenta consonanti come riflessi di laringali. E ciò sosterrebbe l'idea che le laringali fossero di natura consonantica, foneticamente.
Per esempio il finnico kalja «birra», cfr. inglese antico alu (sassone occidentale ealu), norreno ǫl "birra" (e poche altre forme in latino) che puntano ad una radice *h₂el- "amaro"; il finnico lehti "foglia" cioè *lekte-, cfr. PIE *bhlh₁dh-, come nel tedesco Blatt «foglia», inglese antico blæd "lama" (la semantica non è un problema, se interessante, ed il troncamento dei nessi consonantici iniziali è un fenomeno tipico in finnico). Di grande effetto è il finnico teke- "fare" che suggerisce una radice PIE *dheh₁- "mettere, posizionare" (ma "fare" nelle lingue IE occidentali, es. la forma germanica do, tedesco tun, ecc. e la latina faciō—sebbene dón in inglese antico ed nel primo inglese moderno significa alle volte "mettere" e ancora succede nel tedesco colloquiale). Qualcuno pensa in questo caso anche ad una evidenza di una ancestrale unità linguistica Uralica-PIE piuttosto che a prestiti. In altre parole il finnico teke- potrebbe essere ereditato da una proto-lingua e non essere un prestito (Vedi Kortlandt.)
Ci sono, comunque, problemi con molte delle forme citate come possibili attestazioni dirette di laringali PIE in finnico. La forma "ale/beer" ("birra") è problematica. La "radice" è sicuramente attestata solo nelle lingue europee occidentali, il germanico ed il latino, e la sua forma (in termini pre-laringali) sembra essere *alu-, non *al-. Da ciò il latino alūmen "allume", alūta "un tipo di soffice pelle conciata con allume". Il significato di "birra" è esclusivamente germanico e la forma era *aluþ- (come si vede nell'inglese antico ealu "bitta" ma genitivo singolare ealuþ < *alutos o simile). Le forme baltica e slava sono considerate prestiti dal germanico, come lo è ovviamente il finnico olut "birra". La connessione col finnico kalja non è impossibile, ma è certo difficile. Per il finnico lehti "foglia", la radice soggiacente è ricostruita tradizionalmente come *bhel, ma viene considerata anche una forma secondaria (un cosiddetto stato II della radice) *bhl-eH che è accettabile in indoeuropeo e che sembra avere più riflessi dello stato I *bhel, ma ancora limitatamente all'Europa Occidentale i significati hanno tutti a che fare con fiori e fioritura (latino flōs, inglese bloom (= tedesco Blume), blow "fiorire" (= tedesco blühen) e così via).
La forma "foglia" è limitata al germanico ed era tradizionalmente ricostruita come *bhlədh-. Una simile ricostruzione era possibile quando il PIE *ə era visto come una vocale che era il residuo della riduzione di una vocale lunga (come quando la radice era ricostruita come *bhlē- piuttosto che *bhleH-). Ma una simile sillaba non può essere più approvata nei termini di qualsivoglia forma di teoria laringale, che richiederebbe che la *l fosse sillabica e il risultato sarebbe stato molto diverso (inglese antico ¢bold alto tedesco antico ¢bolt < proto-germanico *bul(H)daz < *bhḷHdh-; il simbolo ¢ = "non attestato perché erroneo"). Ma anche a parte l'impossibile forma richiesta per il finnico, i dettagli di etimo germanico sono difficili da vedere come anticamente proto-indoeuropei.

## Le laringali in morfologia
Come qualche altra consonante, le laringali compaiono in fine di verbi e sostantivi e, in morfologia derivazionale, la sola differenza è la maggiore difficoltà di prevedere che cosa succede. L'indoiranico, per esempio, può conservare forme che abbastanza chiaramente riflettono una laringale, ma non c'è modo di sapere quale.
Ciò che segue è una sintesi delle laringali nella morfologia proto-indoeuropea.
- *h₁ è vista nella finale strumentale (probabilmente non teneva conto del numero in origine, come le espressioni inglesi by hand e on foot). In sanscrito, le radici del femminile i- ed u sono strumentali in -ī, -ū, rispettivamente. Nel Rigveda ci sono poche vecchie radici in a (PIE radici o) con uno strumentale in -ā; ma anche in quel vecchissimo testo la finale solita è -enā, da radici n.

Il greco ha alcuni avverbi in -ē, ma più importanti sono le forme micenee come e-re-pa-te "con avorio" (cioè elephantē? -ě?).
L'indicatore del neutro duale era *-iH, come nel sanscrito bharatī "due che portano (neutro)", nāmanī "due nomi", yuge "due gioghi" (< yuga-i? *yuga-ī?). Per il greco la forma omerica ósse "i (due) occhi" viene chiaramente da *h₃ekʷ-ih₁ (prima *okʷ-ī) attraverso leggi fonetiche pienamente regolari (intermedia *okʷye).
*-eh₁- aggiunge ai verbi la situazione di stato da radici di eventi: PIE *sed- "sedersi": *sed-eh₁- "essere in posizione seduta" (> proto-italico *sed-ē-ye-mos "noi siamo seduti" > latino sedēmus). È chiaramente attestato in celtico, italico, germanico (la IV classe dei verbi deboli) ed in baltico/slavo, con alcune tracce di indoiranico (in avestico l'affisso sembra formare radici di passato abituale).
Sembra probabile, sebbene non sia completamente certo, che la stessa *-h₁ sottolinei il nominativo-accusativo duale nelle radici in o: sanscrito vṛkā, greco lúkō "due lupi". (La finale alternativa -āu in sanscrito ha poca importanza nel Rigveda, ma alla fine diventa la forma standard del duale delle radici in o.)
*-h₁s- deriva radici desiderative come in sanscrito jighāṃsati "egli desidera ammazzare" < *gʷhi-gʷhṇ-h₁s-e-ti- (radice *gʷhen-, sanscrito han- "ammazzare"). Questa è la fonte delle formazioni del tempo futuro in greco e (con l'aggiunta di un suffisso tematico *-ye/o-) nell'indoiranico come in: bhariṣyati "porterà" < *bher-ḥ₁s-ye-ti.
*-yeh₁-/*-ih₁- è il suffisso ottativo per le inflessioni delle radici verbali, es.: latino (arcaico) siet "possa essere egli", sīmus "possiamo essere noi", sanscrito syāt "possa essere egli" e così via.
- *h₂ è vista come l'indicatore del neutro plurale:  *-ḥ₂ nelle radici consonantiche, *-eh₂ in quelle vocaliche. Nelle lingue figlie che preservano delle finali, si osserva molto livellamento e rimodellamento, perciò il latino ha generalizzato la *-ā nel sistema nominale (successivamente abbreviata regolarmente in -a), il greco ha generalizzato -ǎ < *-ḥ₂.

Le categorie "maschile/femminile" probabilmente non esistevano nella più originale forma di Proto-indoeuropeo e ci sono pochi tipi di nomi che sono formalmente differenti nei due generi. Le differenze formali sono principalmente visibili negli aggettivi (e neanche in tutti) e nei pronomi. Può essere interessante vedere che entrambi i tipi di radici femminili derivate presentino *h₂: che è palesemente derivato dai nominativi delle radici in o ed un ablaut che mostra alternanza tra *-yeh₂- e *-ih₂-. Entrambi hanno la peculiarità di non avere un reale indicatore per il nominativo singolare, ed almeno per la forma *-eh₂-, due cose sembrano chiare: si basa sulle radici in o e il nominativo singolare è probabilmente in origine un neutro plurale. (Un tratto arcaico della morfosintassi indoeuropea è che i sostantivi neutri plurali si costruiscono con i verbi singolari e abbastanza probabilmente *yugeh₂ non era molto "gioghi" nel nostro senso, quanto "un imbrigliamento, un aggiogamento".) Una volta che molto si è pensato al riguardo, non è comunque facile fissare i dettagli delle radici in ā nelle lingue indoeuropee fuori dall'Anatolia e un'analisi del genere non getta assolutamente luce sulle radici in *-yeh₂-/*-ih₂-, che (come le radici in *eh₂) formano radici aggettivali femminili e sostantivi derivati (es. sanscrito devī- "dea" da deva- "dio"), ma al contrario le radici in ā non hanno fondamento in alcuna categoria del neutro.
*-eh₂- sembra aver formato verbi fattitivi, come in *new-eh₂- "rinnovare", come visto nel latino novāre, greco neáō ed ittita ne-wa-aḫ-ḫa-an-t- (participio) tutti "rinnovare" ma tutti e tre con il senso di "arare di nuovo; restituire una terra a maggese alla coltivazione".
*-h₂- marcava la prima persona singolare con una distribuzione alquanto confusa: nell'attivo tematico (la ō finale del greco e del latino e ā(mi)) dell'indoiranico ed anche al perfetto (non propriamente un tempo in PIE): *-h₂e come nel greco oîda "io so" < *woyd-h₂e. È la base della finale ittita -ḫḫi, come in da-aḫ-ḫi "io prendo" < *-ḫa-i (originariamente *-ḫa con l'aggiunta dell'indicatore di tempo primario con conseguente monottongazione del dittongo).
- *-eh₃ potrebbe essere identificato per tentativi in un "caso direttivo". Questo caso non si trova nei paradigmi nominali dell'indoeuropeo, ma tale costruzione spiega una curiosa collezione di forme ittite come ne-pi-ša "verso il cielo", ták-na-a "verso il suolo", a-ru-na "al mare". Queste sono spiegate a volte come dativi in a < *ōi di radici in o, un'uscita chiaramente attestata in greco ed indoiranico, tra gli altri, ma ci sono serî problemi con questo punto di vista e le forme sono altamente coerenti, dal punto di vista funzionale. E ci sono anche avverbi appropriati in greco e latino (elementi persi nei paradigmi produttivi sopravvivono a volte in forme isolate, come l'antico caso strumentale dell'articolo determinativo in espressioni inglesi come the more the merrier, «più ce n'è meglio è»): greco ánō «su», kátō «giù», latino quō «verso dove?», eō «verso quel posto» e forse anche la preposizione indiana â «verso» che non ha un'etimologia soddisfacente. (Queste forme devono essere distinte da quelle simili formate dall'ablativo in *-ōd e con un senso «delativo»: greco ópō "da qui, da dove".)

## Pronuncia
Considerevoli dibattiti ancora sostengono la pronuncia delle laringali. L'evidenza dall'ittita e dall'uralico è sufficiente per concludere che questi suoni fossero «gutturali» o pronunciati piuttosto arretrati nella cavità orale. La stessa evidenza è anche consistente con la supposizione che esse fossero suoni fricativi (opposti alle approssimanti o alle occlusive) è fortemente supportata dal comportamento delle laringali negli accumuli consonantici. La supposizione che *h₁ sia una occlusiva glottale è ancora molto diffusa. Un'occlusiva glottale sarebbe comunque improbabile che abbia avuto riflessi fricativi nei prestiti uralici, come sembra essere il caso, per l'esempio nella parola lehti < *lešte <= PIE *bʰlh₁-tó- (sebbene un proto-finnico *k avrebbe dato lo stesso risultato in finnico).
Se, come suggeriscono alcune prove, c'erano due suoni *h₁, allora uno potrebbe essere stato una occlusiva glottale e l'altra potrebbe essere stato il suono h come nell'inglese hat.
Molte dispute si sono fatte per stabilire l'esatto punto di articolazione delle laringali. In primo luogo l'effetto che questi suoni hanno avuto sui fonemi adiacenti è ben documentato. Da cosa si sa di un simile condizionamento fonetico nelle lingue contemporanee, in particolare le lingue semitiche, *h₂ (la laringale di colorazione-a) potrebbe essere stata una fricativa faringale. Le fricative faringali (come la lettera araba ح come in Muħammad) spesso causano una colorazione-a nelle lingue semitiche (questo succede in ebraico, per esempio).  Per questa ragione, quella faringale è una supposizione forte.
Allo stesso modo si suppone generalmente che *h₃ fosse procheila (labializzata) sulla base del suo effetto di colorazione-o.  Viene ritenuta spesso sonora sulla base della forma reduplicata del presente *pi-bh₃- (< *pi-ph₃-) dalla radice *peh₃ «bere».  Basandosi sull'analogia dell'arabo, alcuni linguisti hanno postulato che *h₃ fosse anche una faringale come l'arabo ع (ayin, come nella parola muعallim «maestro»), sebbene la supposizione che questa fosse velare è probabilmente più comune. (I riflessi nelle lingue uraliche potrebbero essere gli stessi se i fonemi originali fossero velari o faringali.)
Presupposizione comune o meno, è ovvio che la procheilia da sola non colorasse le vocali in PIE; qualche caratteristica addizionale (o alternativa) come «laringe abbassata» (come è appropriato per le «laringali» in senso semitico) potrebbe aver avuto l'influenza appropriata sull'evoluzione delle vocali adiacenti. È stato fatto notare che la *a PIE nelle radici verbali, come *kap «prendere», ha un numero di peculiarità: non subisce un ablaut regolare e ricorre con notevole frequenza in radici come *kap-, cioè con una «occlusiva velare semplice». Ma c'è un problema: se infatti c'è un significato in questa co-occorrenza, l'articolazione semplice velare spiega il vocalismo-a o vice versa? 
Lo stesso è mostrato da alcune corrispondenze IE-semitico, sia se queste sono dovute a prestiti preistorici che ad un comune antenato (vedi teoria nostratica):-
- greco antico odýssomai (ὀδύσσομαι) «io odio», dalla radice IE *h₃ed- :: arabo ʿadū (عَدُو) «nemico».
- greco antico eolico awēsi (αϝησι) «esso (= un vento) soffia», dalla radice IE *h₂u̯eh₁- :: arabo ħawāʾ (هَوَاء) «aria».